# Her Birthday Present
Her Birthday Present è un cortometraggio muto del 1913 diretto da Mack Sennett e da Henry Lehrman.

## Produzione
Prodotto dalla Keystone

## Distribuzione
Il film uscì nelle sale il 17 febbraio 1913, distribuito dalla Mutual Film, programmato insieme a un altro cortometraggio in split-reel, Mabel's Heroes.